# Ференц Хирзер
Ференц Хирзер (на унгарски: Hirzer Ferenc, роден като Ференц Хиреш, Híres Ferenc) е унгарски футболист-национал, нападател и треньор. Започва професионалната си кариера през 1913 г. През сезон 1925 – 1926 като играч на ФК Ювентус изиграва 43 мача с 50 гола. Завършва кариерата си в МТК (Будапеща) през 1929 г. В националния отбор на своята страна дебютира през 1922 г. До 1932 г. изиграва 32 мача с отбелязани 14 гола. От периода 1935 г. до 1955 г. е треньор на 6 италиански отбора от Серия Б и Серия Ц.